# Hypoxie
L'hypoxie (mot formé à partir du grec ὑπό / hupó, « sous », et de « oxygène ») est une inadéquation entre les besoins tissulaires en oxygène et les apports. Elle peut être la conséquence de l'hypoxémie (diminution du taux d'oxygène dans le sang).

## Origine
L'hypoxie peut avoir plusieurs origines :
- l’accident de décompression ;
- l’altitude ;
- l’anémie ;
- l’altération de l’hémoglobine (pigment destiné à fixer l’oxygène dans le sang) ;
- l’intoxication par le monoxyde de carbone (CO) ;
- l’intoxication du sang par certains éléments autres que le monoxyde de carbone ;
- la pneumopathie (maladie des poumons) chronique ;
- l’hypoventilation ;
- la cardiopathie congénitale (malformation cardiaque depuis la naissance) ;
- l’insuffisance cardiaque (insuffisance de fonctionnement de la pompe cardiaque dont la capacité ne suffit plus à envoyer une quantité de sang normale vers les organes, les tissus).

Cependant une hypoxie peut avoir d'autres origines, comme une insuffisance circulatoire.

## Physiologie animale et médecine
L'hypoxie est l'état d'oxygénation insuffisante de certains tissus ou de l'organisme entier. Le stade suivant, qui correspond au manque total ou presque total d'oxygène des tissus, est celui de l'anoxie, qui entraîne une bradycardie, puis l'arrêt cardiaque, si l'on n'intervient pas immédiatement, ainsi que des lésions neurologiques, si l'arrêt cardiaque se prolonge. L'hypoxie peut également concerner l'embryon, le fœtus ou encore des tissus cultivés ou maintenus vivants in vitro.
L'hypoxémie (manque d'oxygène dans le sang) commence lorsque l'oxygène artériel descend sous sa valeur normale. Une hypoxémie non corrigée peut conduire à une hypoxie puis à l'anoxie avec, comme conséquence, la mort du sujet ou des cellules concernées.
Les animaux — dont les mammifères — disposent de mécanismes de détection de l'oxygène qui leur permettent, dans une certaine mesure, de s'adapter rapidement à l'hypoxie, d'abord par une augmentation du rythme et de l'ampleur de la ventilation et de la respiration, associée à une augmentation du débit sanguin, et de diverses réponses de survie. Si l'insuffisance en oxygène persiste, d'autres mécanismes tentent de restaurer l'oxygénation ou aident le corps à s'adapter à l'hypoxie. Ces mécanismes permettent aux mammifères marins et à certains oiseaux volant à très haute altitude (par exemple lors de leurs migrations au-dessus de l'Himalaya) de vivre un certain temps avec peu d'oxygène, et de récupérer rapidement. Ces mécanismes, chez les mammifères, reposent sur la détection de l'oxygène.
En hypoxie grave (manque presque total d'oxygène, dans un avion par exemple, ou lors d'une noyade ou asphyxie), 20 à 30 secondes peuvent suffire pour entraîner la disparition des fonctions conscientes du cerveau.
L'hypoxie relative désigne éventuellement le phénomène de déglutition atypique qui empêche la croissance et le développement normal des voies respiratoires hautes (adolescence, puberté).
L'asthme, le tabagisme, les infections pulmonaires, des fibroses pulmonaires, l'anémie, le cancer du poumon, ainsi que certaines intoxications (intoxications par les oxydes de carbone, ou par des cyanures qui inhibent la respiration mitochondriale) ou certaines manifestations allergiques (Œdème de Quincke) ou encore des crises de panique peuvent aggraver le risque d'hypoxies.
Certains pathogènes pourraient profiter de l'hypoxie, que, par ailleurs, ils peuvent contribuer à installer. Par exemple, in vitro, l’appauvrissement du milieu de culture cellulaire en oxygène (hypoxie) active la réplication du parvovirus B19, des virus du sarcome de Kaposi et de l’immunodéficience humaine, ainsi que l’expression de protéines virales oncogènes. 
Ce mécanisme implique souvent le facteur cellulaire majeur de réponse à l’hypoxie, le facteur de transcription HIF-1 (hypoxia inducible factor-1) dont le dérèglement contribue au pouvoir oncogène de certains de ces virus.
Lorsque l'hypoxie concerne les muscles, des crampes et des lésions inflammatoires peuvent être induites par les changements métaboliques induits par l'hypoxie, en particulier par l'acidose métabolique. Ces changements sont également souvent associées à une vascularite et à un processus inflammatoire profond impliquant notamment des cellules myéloïdes telles que neutrophiles (PMN) et monocytes. 
Les éosinophiles sont impliqués dans plusieurs processus inflammatoires dont allergiques, au cours desquels l'angiogenèse a été observée. L'angiogenèse semble liée à l'hypoxie qui caractérise les tissus enflammés. Les éosinophiles produisent des VEGF et pro-angiogéniques, et on commence à explorer les liens entre éosinophiles, hypoxie et angiogenèse dans l'inflammation allergique.
Les voies moléculaires de ces processus commencent à être mieux comprises au niveau cellulaire, en particulier concernant le facteur induit par l'hypoxie dans la cellule (HIF, pour hypoxia-inducible factor, notamment activé dans les tumeurs solides, et qui semble pourvoir activer ou inhiber de nombreux gènes impliqués dans l'angiogenèse, le métabolisme cellulaire, l'invasion par les métastases et l'apoptose ou la survie cellulaire).

## Hypobare, normobare et induite par hypoventilation
L'hypoxie d'altitude (celle du milieu naturel) est dite hypobare. C'est la diminution de pression de l'air atmosphérique (moins de 760 mmHg) qui conduit à la diminution de la pression partielle de chacun des gaz qui le composent, dont le dioxygène. Toutefois, chacun des gaz reste identique en proportion : il y a toujours 20,93 % de dioxygène dans l'air.
Au contraire, il existe l'hypoxie normobare, souvent utilisée en laboratoire pour simuler une montée en altitude. Ce n'est pas une diminution de la pression de l'air, mais simplement une diminution de la part du dioxygène dans l'air (moins de 20,93 %), en injectant par exemple un surplus d'azote au mélange gazeux.
L'hypoxie peut finalement être causée par une hypoventilation. Dans ce cas, la pression de l'air et sa concentration en dioxygène ne sont pas réduites mais c'est la baisse de la fréquence respiratoire qui induit une diminution des concentrations en oxygène dans l'organisme. Chez les sportifs qui s'entraînent en hypoventilation par exemple, une baisse du taux d'oxygène se produit dans les poumons, dans le sang et dans les muscles au moment où l'exercice est effectué.

## Effets
Outre les chambres hypoxiques et l'entraînement en hypoventilation, l'entraînement en situation de rareté d'oxygène s'effectue en montagne, où la densité de l'air (et donc de l'oxygène) est inférieure. Pour compenser cette rareté d’oxygène, l’organisme a besoin d’un nombre plus important de globules rouges, se traduisant dans les études récentes (2001) par la preuve que l’entraînement en altitude augmente la concentration du sang en hémoglobine et une élévation du taux d’hématocrites. L’hypoxie s’aborde comme une charge de travail supplémentaire, dont les effets sont réversibles 3 à 4 semaines plus tard.
Il existe une accélération de la vitesse de resynthèse de la phospho-créatine après un séjour à 2 000 m, induisant un effet sur la récupération. Une performance anaérobie est peu modifiée en altitude, mais nécessite une récupération plus longue. Néanmoins, l’entraînement en altitude augmente le pouvoir tampon de l’organisme, induisant un effet positif sur la récupération après ce type d’effort lors du retour en plaine.
La faible densité de l’air, permet une augmentation de la performance lors d’efforts courts et intenses. La montagne se prête ainsi très bien au développement de la qualité de la vitesse à condition d’étendre les temps de récupération (l’altitude se prête notamment parfaitement à la survitesse).
Si la performance aérobie en altitude diminue, la VO2Max augmenterait en redescendant, surtout pour des sujets à VO2Max moyenne.

### Parachutisme
Le parachutisme est une discipline comportant des montées en altitude vers 4 200 m en 10 à 15 minutes et des descentes très rapides en à peine une minute. Cette altitude n'est pratiquement jamais dépassée en raison des risques d'hypoxie. Au-delà, les parachutistes utilisent des masques à oxygène afin de conserver toutes leurs facultés. Le danger de l'hypoxie tient au fait que le sujet n'a absolument pas conscience de la perte de ses capacités cérébrales.

### Gaz de respiration hypoxiques
Le gaz respirable dans la plongée sous-marine peut contenir une pression partielle insuffisante d'oxygène, en particulier dans le dysfonctionnement des recycleurs ou l'utilisation du trimix. De telles situations peuvent conduire à l'inconscience sans symptômes puisque les niveaux de dioxyde de carbone sont normaux et que le corps humain sent mal l'hypoxie pure.

Un problème similaire existe lors de l'inhalation de certains gaz asphyxiants inodores. Ceux-ci produisent un gaz respiratoire hypoxique qui peut produire l'inconscience et la mort sans symptômes. Cela peut provoquer une asphyxie des gaz inertes. Une telle asphyxie peut être délibérée avec l'utilisation d'un sac de suicide. Un décès accidentel s'est produit dans le cas où les concentrations d'azote dans les atmosphères contrôlées, ou le méthane dans les mines, n'ont pas été détectées ou appréciées.

## Pédologie
Ce terme d'hypoxie est également utilisé en pédologie pour un sol pauvre en oxygène.

## Écologie aquatique
L'hypoxie des eaux douces, saumâtres et marines, souvent directement causée par les activités humaines peut conduire un milieu aquatique à l'anoxie (privation totale de dioxygène) et au phénomène plus ou moins durable de zone morte (disparition de certaines formes de vie). De nombreuses causes récentes d'hypoxie ajoutent leurs effets délétères sur les écosystèmes et la santé via la production accrue de toxines dangereuses pour l'homme dans les milieux pauvres en dioxygène, dont certaines susceptibles d'être accumulées par les poissons, coquillages (huîtres, coques, moules, etc.), mammifères marins, oiseaux littoraux que l'Homme consomme. La toxine botulique en est un exemple.